# Piramide van Senoeseret I
De piramide van Senoeseret I is een piramide van Senoeseret I in Egypte.
Hij was 61 m hoog en had een zijde van 101 meter. De piramide had een ander principe van bouwen. Er werd gewerkt volgens een kruisplan waarbij er muren uit kalksteen werden gezet. De ruimte tussen de muren werd opgevuld met puin, tichels en zand. Daarna werd de piramide bedekt met Toera-kalksteen. Deze manier van bouwen is zeer inefficiënt en de piramide lijkt vandaag niet meer dan een zandheuvel te zijn.
De ingang van de piramide is in het noorden en werd in 1882 door Maspero ontdekt. Rond de piramide stonden twee muren en verschillende bijpiramiden voor de vrouwelijke leden van de familie. Er zijn resten van de dodentempel gevonden en ook nog delen van de processieweg.

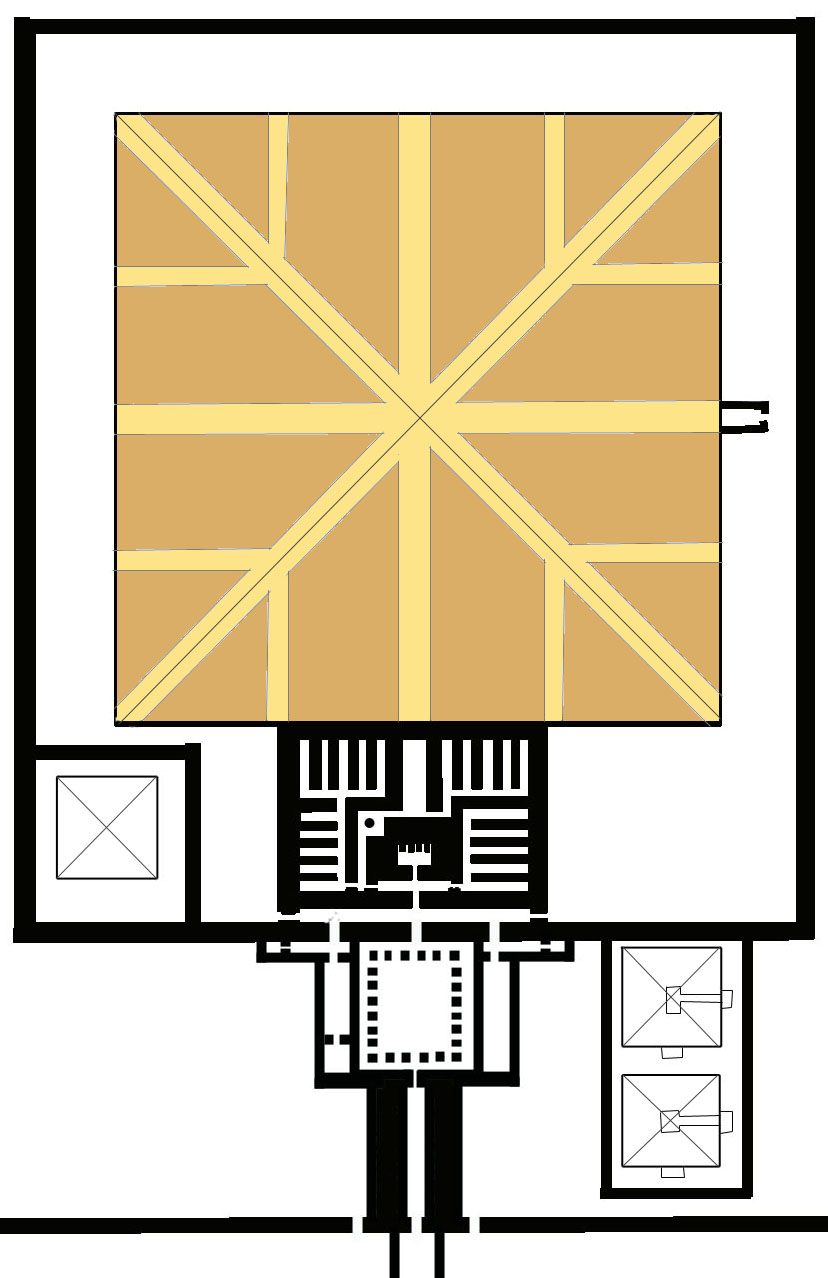
Diagram met weergave van het kruisplan binnen in de piramide
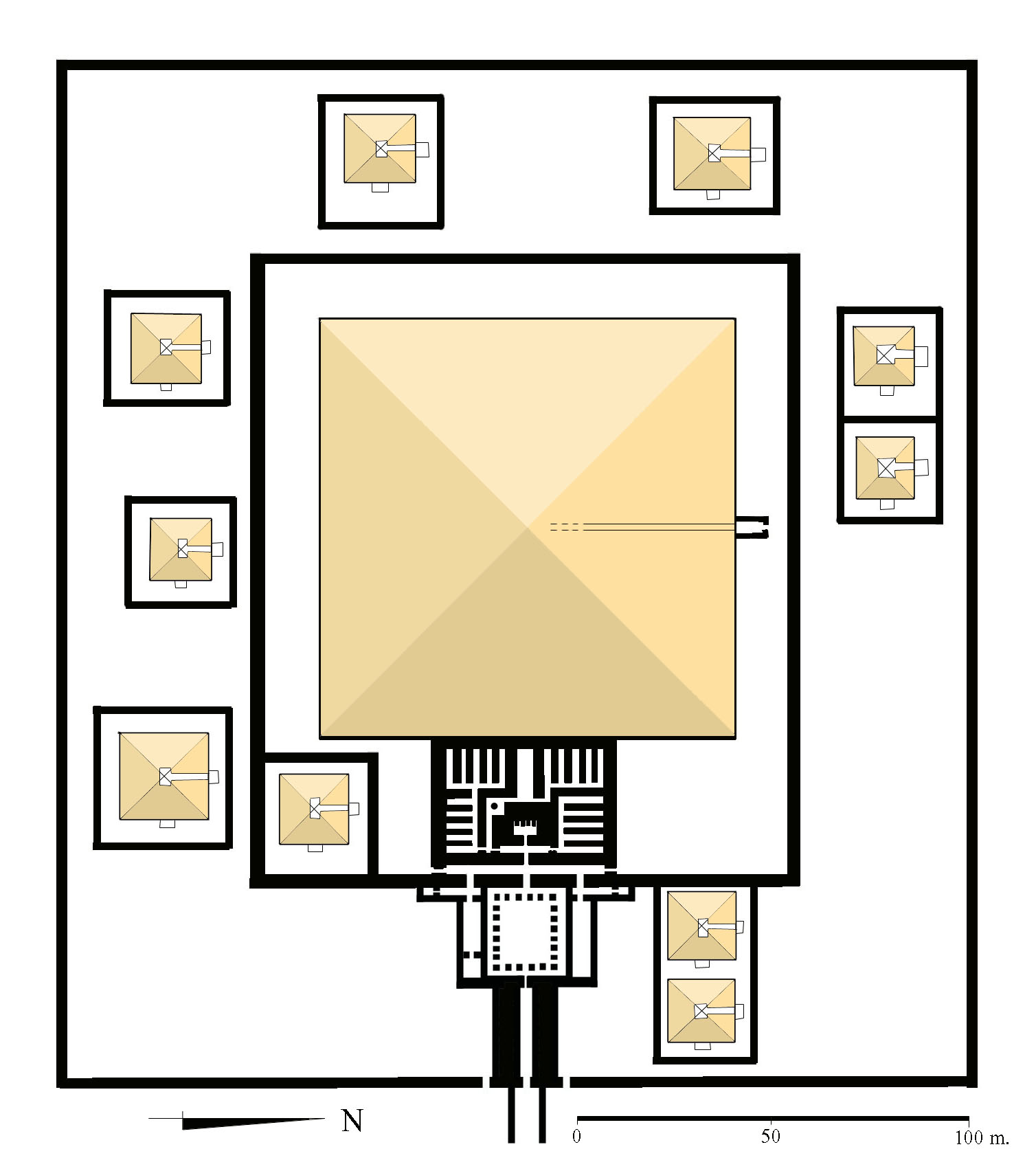
Diagram van het piramide complex van Seneoseret I